# Rhoptria pistaciae
Rhoptria pistaciae är en fjärilsart som beskrevs av Edward P. Wiltshire 1943. Rhoptria pistaciae ingår i släktet Rhoptria och familjen mätare. Inga underarter finns listade.